# Liste der Bodendenkmäler in Lennestadt
Die Liste der Bodendenkmäler in Lennestadt führt die Bodendenkmäler der sauerländischen Stadt Lennestadt auf.

## Liste
| Nummer | Lage           | Beschreibung                                                             | Denkmal seit      | Bild |
| ------ | -------------- | ------------------------------------------------------------------------ | ----------------- | ---- |
| 1      | Elspe          | Wallburganlage Weilenscheid                                              | 12. Juli 1988     |      |
| 2      | Elspe          | Grabhügel Rübenkamp, siehe auch Dokumentation der Stadt Lennestadt       | 3. Januar 1989    |      |
| 3      | Grevenbrück    | Grabhügel Hirtenberg, siehe auch Dokumentation der Stadt Lennestadt      | 3. Januar 1989    |      |
| 4      | Grevenbrück    | Peperburg                                                                | 4. Dezember 1985  |      |
| 5      | Meggen         | Wallburganlage Kahle                                                     | 4. Februar 1999   |      |
| 6      | Meggen         | Straßenanschnitt Lennhelle                                               | 30. August 2000   |      |
| 7      | Obervalbert    | Hohlwege Obervalbert, siehe auch Dokumentation der Stadt Lennestadt      | 19. Mai 1999      |      |
| 8      | Kirchveischede | Wallburganlage Hofkühl                                                   | 19. August 1988   |      |
| 9      | Oedingen       | Herrensitz Oedingen, siehe auch Dokumentation der Stadt Lennestadt       | 18. Juli 1988     |      |
| 10     | Oedingen       | Kloster und Burg Oedingen, siehe auch Dokumentation der Stadt Lennestadt | 11. Oktober 1994  |      |
| 11     | Saalhausen     | Wallburganlage Hoher Lehnberg                                            | 3. Januar 1989    |      |
| 12     | Sporke         | Hohlwege Mondschein, siehe auch Dokumentation der Stadt Lennestadt       | 28. Dezember 1998 |      |